# Przeworno
Przeworno (Duits: Prieborn) is een dorp in het Poolse woiwodschap Neder-Silezië, in het district Strzeliński. De plaats maakt deel uit van de gemeente Przeworno en telt 5391 inwoners.

## Verkeer en vervoer
- Station Przeworno